# Ceutorhynchus chambonensis
Espèce
Ceutorhynchus chambonensis est une espèce fossile de charançons de la famille des Curculionidae et du genre Ceutorhynchus.

## Classification
L'espèce Ceutorhynchus chambonensis est décrite en 1935 par le paléontologue français Théobald (1903-1981),. 

### Fossiles
L'holotype MNHN-F-R07240 est réduit à un élytre, découvert au lac Chambon et fait partie de la collection Piton, conservée au Muséum national d'histoire naturelle de Paris,.

### Appartenance au genre confirmée
L'appartenance de cette espèce au genre Ceutorhynchus a été confirmée par Andrei Alexsandrovitch Legalov (1972-) paléoentomologiste russe, en 2015,.

### Étymologie
L'épithète spécifique chambonensis signifie en latin « venant de Chambon »

## Description

### Caractères
« Un élytre droit long de 2,25 mm, large de 1,15 mm. Éclat brun. Surface fortement bombée dans le sens longitudinal et transversal.
Bord antérieur légèrement échancré. Écusson nettement découpé (à droite sur la figure, l'élytre étant vu de l'intérieur). Vers l'antérieur : dépression de l'épaule. Épipleure bien marquée dans la partie antérieure. Bords presque parallèles. Extrémité arrondie.
Surface ornée de dix sillons avec ponctuations. En les comptant à partir du bord marginal, le 10e réunit au 1er à l'extrémité de l'aile, le 9e rejoint le 2e, le 8e rejoint le 3e, le 7e rejoint le 6e et le 5e rejoint le 4e. Les ponctuations s'effacent légèrement vers la pointe ».

## Galerie
- Quelques espèces vivantes du genre Ceutorhynchus.
- Ceutorhynchus assimilis.
- Ceutorhynchus erysimi.
- Ceutorhynchus litura.
- Ceutorhynchus napi.
- Ceutorhynchus obstrictus.
- Ceutorhynchus pallidactylus.

### Publication originale
- [1935] Louis Émile Piton et Nicolas Théobald, « La faune entomologique des gisements Mio-Pliocènes du Massif Central. », Revue des Sciences Naturelles d'Auvergne, vol. (N. S.) 1, fascicule 2,‎ 1935, p. 65-104, 5 planches hors-texte (DOI 10.5281/ZENODO.25694).